# Chipilo
Chipilo, dont le nom officiel est Chipilo de Francisco Javier Mina est une ville située à 12 kilomètres au sud-est de Puebla, au Mexique, et à 120 km de Mexico.  Cette ville est située à 2150 mètres d'altitude. Son nom officiel rend hommage à la mémoire de Francisco Javier Mina.

## Histoire
L'origine de cette ville remonte à 1880, lorsque la rivière Pave a dévasté la région de la Vénétie en Italie. Les gens qui y vivaient ont tout perdu, ils n'ont donc pas hésité à traverser l'Atlantique lorsqu'ils ont appris que le président mexicain, Porfirio Díaz, fournirait des terres et des animaux aux agriculteurs méditerranéens qui voulaient émigrer dans leur pays. Bien entendu, la condition était de moderniser la campagne mexicaine et de payer les terres offertes dans un délai de 10 ans.
Les immigrants italiens vinrent au Mexique à la suite des lois promulguées par Porfirio Díaz, président des États-Unis du Mexique, europhile convaincu et désireux de faire venir au Mexique de nombreux Européens afin de peupler les zones semi-désertes du pays. Ces Vénitiens (bien qu'il y eût aussi des Piémontais et des Lombards parmi les fondateurs) se sont spécialisés dans la production de produits laitiers, une tradition qu'ils ont préservée jusqu'à présent. Lors d'une visite à Chipilo, il est essentiel d'essayer ses variétés de fromages comme la panela, parmesan et provolone.
Chipilo est resté célèbre pour la défense héroïque qu'opposèrent ses habitants aux 4000 hommes d'Emiliano Zapata qui l'attaquèrent le  25 janvier 1917, qui tenta de détruire la ville de Chipilo, se réfugiant dans la colline appelée "Monte Grappa". Le président Venustiano Carranza a nommé Giacomo Berra, le chef des Italiens de Chipilo, « général » pour cette victoire, qui a également été célébrée par la presse du royaume d'Italie. Même Mussolini (qui était sympathique au Mexique : il avait reçu le nom de Benito en hommage à Benito Juárez) apprécia ce que les Italiens de Chipilo avaient fait et leur fit don d'une école, ce qui favorisa la croissance économique de Chipilo.
Durant le XXe siècle, le village a été isolé, donc les habitants de Chipilo ont conservé leurs traditions et leur langue. Ils l'appellent cette langue le talián, un dialecte vénitien mais ce n'est pas non plus exactement le vénitien. Cette langue comprend aussi des influences de l'espagnol et du nahuatl, a évolué à son propre rythme. Les linguistes l'appellent vénitien-chipileño: une langue dialectale qui n'est parlée que dans cette région. 
Au XXIe siècle, Chipilo recherche une plus grande autonomie en termes de gouvernement. La municipalisation de Chipilo est la réponse à la recherche d'une identité de cette localité qui vise à se gouverner avec des schémas différents des conventionnels, l'officialisation de la langue chipileño, ainsi que son enseignement dans les écoles locales et un gouvernement par usages et les coutumes de la même manière que les communautés autochtones. Il existe divers conflits qui ont été enregistrés entre les Chipileños et les autorités de San Gregorio Atzompa, la principale raison de l'indépendance et un nouveau modèle de municipalités dans tout le pays. 

## Chipileño
Le chipileño est une langue dialectale issue du vénitien. La langue est parlée dans le village de Chipilo, dans l'État de Puebla au sud-est du Mexique par environ 3500 habitants. Le chipileño est une langue issue du vénitien, arrivée au Mexique en 1882 grâce à des colons italiens venus du village de Segusino en Italie.

## Démographie
Les Chipileños constituent une minorité ethnique au Mexique qui n'est pas officiellement reconnue, qui présente ses propres traits ethnoculturels distinctifs.
Il faut penser au pays de Chipiloc (ou Chipilo) infesté de bandits qui sur la petite colline au-dessus de la ville ont trouvé refuge pour traquer les caravanes qui transportaient des marchandises le long de la route panaméricaine ; Il semble que les Vénitiens (de Segusino, Quero, etc.) recrutés pour vivre dans cette colonie (immergés dans le territoire de l'ethnie Cholulteca) aient été considérés comme des mercenaires bon marché. En revanche, ils ont fait la preuve de savoir cultiver la terre, élever du bétail, fabriquer tous leurs produits de manière très adéquate, de savoir les commercialiser, et aussi de se défendre avec courage, abrités sur la même colline qui reçut le nom de Monte Grappa, rejetant qui mettait ses proches ou ses biens en danger. À propos de la Colonia Fernández Leal qui s'appela plus tard Chipilo ... et son dialecte sous l'aspect linguistique, car ils continuent à parler leur dialecte, voir MacKay.
Selon l'écrivain et linguiste chipileño Eduardo Montagner Anguiano, qui a étudié non seulement la langue vénitienne mais aussi l'origine et l'écriture des patronymes chipileño, actuellement à Chipilo il n'y a que 29 patronymes vitaux, avec des possibilités de transmission générationnelle. Ils sont les suivants:  Bagatella, Barbisan, Berra, Bortolini, Bortolotti, Bronca, Colombo, Crivelli, Dossetti, Galeazzi, Lavazzi, Martini, Mazzocco, Merlo, Minutti, Mioni, Montagner, Orlansino, Piloni, Précoma, Salvatori, Sebenello, Simoni, Spezia, Stefanoni, Vanzini, Zago, Zanella y Zecchinelli. D'autres, comme le Melo et le Facinetto, ont relativement peu de porteurs à Chipilo. Certains autres ont disparu de la communauté en raison de leur propre extinction, comme les Capaccioli et les Roman, et d'autres en raison de l'émigration vers d'autres régions du pays, par exemple Schievenin, Nani, Zoletto, Pasquali, Berton, Padovani et Miotto. Plusieurs noms de famille chipileño ont subi des distorsions graphiques naturelles dans les processus d'émigration, tels que l'original Minute à Minutti, de Specia à Spezzia, de Sebenello à Sevenello, de Salvador à Salvatori, et d'autres qui se terminaient par une consonne avaient un [i} ajouté à la fin : Barbisan-i, Bortolot-ti, Crivel-li, Mion-i, Pilon-i, Stefanon-i, Vanzin-i y Zecchinel-li. Ils n'ont présenté aucun changement (Bagatella, Berra, Bronca, Précoma, Zanella, Colombo, Mazzocco, Merlo, Zago, Bortolini, Galeazzi, Martini et Simoni). Le seul nom de famille terminé par une consonne qui n'a pas subi de modifications est Montagner.
| Années             | 1882 | 2000  | 2005  | 2010  | 2020  |
| ------------------ | ---- | ----- | ----- | ----- | ----- |
| Population totale: | 424  | 2,965 | 3,084 | 3,493 | 4,059 |